# Anderson Bay
Anderson Bay är en vik i Kanada.   Den ligger i provinsen British Columbia, i den västra delen av landet, 4 100 km väster om huvudstaden Ottawa. Anderson Bay ligger vid sjön Atlin Lake.
Trakten runt Anderson Bay består i huvudsak av gräsmarker. Trakten runt Anderson Bay är nära nog obefolkad, med mindre än två invånare per kvadratkilometer.